# Scienza del suolo

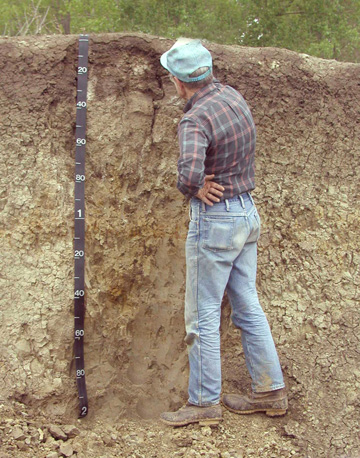

La scienza del suolo è il ramo della scienza della terra che studia il suolo come risorsa naturale sulla superficie della Terra inclusa la pedogenesi, la classificazione del suolo e la mappatura; si occupa delle proprietà fisiche, chimiche, biologiche e della fertilità dei suoli, e di queste proprietà in relazione all'uso ed allo sfruttamento del suolo terrestre.
A volte i termini che si riferiscono alle branche della scienza del suolo, come la pedologia (formazione, chimica, morfologia e classificazione dei suoli) e l'edafologia (influenza del suolo sugli organismi, specialmente sulle piante), sono usate come sinonimo per la scienza del suolo così come l'agronomia. La diversità dei nomi associati con questa disciplina è correlata alle varie scienze ad essa associate. Infatti, ingegneri, agronomi, chimici, geologi, geografi, biologi, microbiologi, silvicolturisti, sanitari, archeologi, forestali e altri specialisti in geologia regionale, contribuiscono ad accrescere le scienze del suolo.
Poiché una comprensione delle scienze del suolo è importante nella corretta pratica delle vaste varietà di discipline ad essa correlate, non è inusuale trovare specialisti del suolo esperti anche di discipline correlate. Gli specialisti del suolo che si occupano di discipline correlate a volte scelgono di essere definiti come geologi, e questo porta a far confusione sulle qualifiche. Negli Stati Uniti per distinguerli tra di loro si ha un registro delle specializzazioni degli scienziati dei suoli nel quale questi possono essere inseriti.

## Pratica della scienza del suolo
Accademicamente, gli scienziati del suolo tendono ad essere descritti come appartenenti a una delle cinque aree di specializzazione: microbiologia, pedologia, edafologia, fisica del suolo o chimica del suolo. Le specifiche del lavoro sono dettate dalle sfide che affronta il desiderio della nostra civiltà di sostenere la Terra che ci fornisce il sostentamento e le distinzioni nelle specializzazioni seguono questa logica. I professionisti di scienza del suolo si tengono aggiornati sulla chimica del suolo, fisica del suolo, microbiologia, pedologia e scienze del suolo applicate alle varie discipline ad esse correlate.
Un interessante sforzo di descrivere gli scienziati del suolo negli Stati Uniti nel 2004 è la "Soil Quality Initiative". Di importanza per la "Soil Quality Initiative" è sviluppare indici della salute del suolo e monitorarli in modo da dare un feedback a lungo termine (di decennio in decennio) sulle nostre azioni come assistenti del pianeta. Lo sforzo include capire le funzioni della microbiologia del suolo nella crosta terrestre ed esplorare la possibilità di scindere il carbone atmosferico nella materia organica del suolo. Il concetto di qualità del suolo, tuttavia, non va senza controversie e critiche, incluse le critiche da parte del premio Nobel Norman Borlaug e del vincitore del premio per l'alimentazione mondiale "World Food Prize" Pedro Sánchez.
Un ruolo più tradizionale per lo scienziato del suolo è quello di mappare i suoli. Praticamente ogni area degli Stati Uniti dispone di una mappatura della sorveglianza dei suoli, che include tavole interpretative su come le proprietà del suolo supportano o limitano gli usi e le attività. Una tassonomia internazionalmente accettata permette un'uniforme comunicazione sulle caratteristiche dei suoli e le loro funzioni.
Organismi di monitoraggio internazionali hanno dato alla professione visibilità uniche nella scale delle funzioni del paesaggio. Le funzioni del paesaggio alle quali gli scienziati del suolo sono chiamati a prendersi carico sembrano potersi dividere in sei aree:
- Trattamento dei rifiuti basato sull'interramento
  - Sistema settico
  - Letame
  - Biosolidi municipali
  - Processo dei rifiuti alimentari e tessili
- Identificazione e protezione delle aree critiche dal punto di vista ambientale
  - Suoli sensibili ed instabili
  - Paludi
  - Situazioni di suolo uniche che supportano un particolare valore habitat, e diversità dell'ecosistema
- Gestione per l'ottimizzazione della produttività del suolo
  - Silvicoltura
  - Agronomia
    - Gestione dei fertilizzanti
    - Gestione dell'irrigazione

  - Vegetazione nativa (tipica dell'ambiente)
  - Pascolo
- Gestione per la qualità dell'acqua
  - Gestione delle acque pluviali
  - Controllo dei sedimenti e dell'erosione
- Rimodellamento e risistemazione delle terre danneggiate
  - Bonifica delle miniere
  - Danni causati dalle inondazioni e dalle tempeste
  - Contaminazione del suolo
- Sostenibilità o usi desiderati
  - Conservazione del soprassuolo

Vi sono anche applicazioni pratiche della scienza del suolo che possono non risultare apparenti dalla pubblicazione delle indagini sul suolo.
- Datazione radiometrica: specificatamente la conoscenza della pedologia locale che di solito è usata per datare il sito
  - Stratificazione con cui si può conoscere la formazione del suolo e le qualità preservative per lo studio di un sito archeologico
  - Fenomeni geologici
    - Frane
    - Faglie dei terremoti
- Alterazione dei suoli per nuovi usi
  - Vitrificazione per il contenimento dei rifiuti radioattivi
  - Sfruttamento delle capacità microbiologiche del suolo per il degradamento dei contaminanti (biorimediazione)
  - Sequestro del carbonio
  - Scienza del suolo ambientale
- Pedologia
  - Pedogenesi
  - Pedometria
  - Morfologia del suolo
    - Micromorfologia del suolo

  - Classificazione del suolo
    - Tassonomia del suolo secondo USDA
- Biologia del suolo
  - Microbiologia del suolo
- Chimica del suolo
  - Biochimica del suolo
  - Mineralogia del suolo
- Fisica del suolo
  - Funzione di pedotrasferimento
  - Meccanica del suolo e ingegneria del suolo
- Idrologia del suolo, idropedologia

### Campi di applicazione della scienza del suolo
- Mappatura del suolo
- Gestione del suolo
- Metodi standard di analisi
- Fertilità del suolo / gestione dei nutrienti
- Studi dell'ecosistema
- Cambiamento climatico
- Studi dei bacini idrografici e delle zone umide
- Funzione di pedotrasferimento

### Discipline correlate
- Scienze agronomiche
  - Gestione dell'irrigazione
- Antropologia
  - Stratificazione archeologica
- Scienze ambientali
  - Ecologia del paesaggio
- Geografia
  - Geografia fisica
- Geologia
  - Biogeochimica
  - Geomicrobiologia
  - Geomorfologia
- Idrologia
  - Idrogeologia
- Gestione dei rifiuti
- Scienza delle zone umide